# Saint-Nicolas-la-Chapelle (Aube)
Saint-Nicolas-la-Chapelle è un comune francese di 79 abitanti situato nel dipartimento dell'Aube nella regione del Grand Est.

## Società

### Evoluzione demografica
Abitanti censiti